# Agobard
Agobard (ur. 769 lub 779 w Hiszpanii, zm. 6 kwietnia 840 w Lyonie) – teolog, pisarz kościelny, arcybiskup Lyonu.

## Życiorys
Ukończył szkołę katedralną w Lyonie. Święcenia kapłańskie przyjął w 804, zaś biskupem został już w 813. Zastępował usuniętego arcybiskupa Lyonu - Leidrada, po śmierci którego w 816 został wyświęcony na arcybiskupa. Wobec zaangażowania w bieżące sprawy polityczne (konflikt cesarza Ludwika Pobożnego z synami) musiał się schronić w Italii, skąd jednak wrócił do pełnienia piastowanej funkcji. Zmarł w opinii świętości, lecz kultu nie zatwierdzono. Należał do grona teologów, których pogląd przyczynił się do potępienia adopcjanizmu. Był zwolennikiem dominacji władzy duchownej nad świecką.

## Walka z zabobonami
W szczególny sposób zwalczał przesądy ludowe, zwłaszcza związane z uprawą roli. Znane są jego traktaty przeciwko tzw. tempestarii, czyli zaklinaczom deszczu, którzy mieli władzę nad deszczem i gradem. Zwracał uwagę, że wieśniacy chętniej płacili tym czarownikom, niż uiszczali dziesięcinę. Nie przeszkadzało mu to jednak ratować przed samosądem rolników ludzi, którzy straszyli przywołaniem kiepskiej pogody.

## Stosunek do Żydów
Arcybiskup Lyonu darzył ich niechęcią, czego wyrazem była m.in. próba wywołania rozruchów antyżydowskich za panowania Ludwika Pobożnego. Pomimo takiej relacji, a nawet zakazywania pozdrawiania chrześcijanom Żydów - nigdzie Agobard nie zarzucał im w swych pismach tak popularnego oskarżenia, jakim był mord rytualny. U Żydów nie można było dokonywać też zakupów.